# San Pedro de Ojeda
San Pedro de Ojeda es una localidad y también una pedanía del municipio de Olmos de Ojeda en la provincia de Palencia, en la Comunidad Autónoma de Castilla y León, España. La gran mayoría de los habitantes vive de la agricultura y de la caza.

## Demografía
Evolución de la población en el siglo XXI
| Gráfica de evolución demográfica de San Pedro de Ojeda entre 2000 y 2020 |
|                                                                          |
| Población de derecho (2000-2020) según el padrón municipal del INE       |

## Historia
Durante la Edad Media pertenecía a la Merindad menor de Monzón , Meryndat de Monçon
A la caída del Antiguo Régimen la localidad se constituye en municipio constitucional conocido entonces como San Pedro de Moarves que en el censo de 1842 contaba con 19 hogares y 99 vecinos, para posteriormente integrarse en Olmos de Ojeda.